# Dead Man's Hand
Dead Man's Hand — відеогра 2004 року у жанрі шутеру від першої особи, дія якої відбувається на Дикому Заході, розроблена Human Head Studios.

## Сюжет
Ель Тейон був членом сумнозвісної «Дев'ятки» (англ. The Nine), якого зрадили через те, що він не долучився до банди під час убивств жінок і дітей, але при цьому був відомим, багатим, і мав шанс прославитися як стрілець. Лідер Дев'ятки вистрілив у нього та залишив помирати. Проте генерал Сан Хуан Хакінто Бланко знайшов Ель Тейона і кинув його гнити за ґрати. Але співкамерник Тейона Яго, лідер революції, звільнив їх обох заради помсти тим, хто зрадив їх.

## Ігровий процес
Гра деякою мірою незвична у тому, що на початку кожного рівня гравець грає в покер на додаткові здоров'я та амуніцію. Персонаж озброєний чотирма стандартними видами зброї: ножем, пістолетом, гвинтівкою та дробовиком. Іншими видами зброї, яку можна знайти, є ТНТ і віскі-бомби. Гравець може стріляти по різних об'єктах, таких як пляшки з віскі, бляшанки та вороги, і отримувати очки легенди, заповнюючи шкалу «trick shot», що дає змогу персонажеві застосувати другорядний режим вогню, що змінюється залежно від виду зброї. Бій у грі також використовує її фізичний рушій, даючи змогу гравцеві використовувати такі пастки, як, поціливши у скелю, спричинити її падіння на ворога, — вбивства таким способом винагороджуються додатковими очками та більшим приростом шкали «trick shot». Dead Man's Hand натякає на іспанське (чи змішане з європейським або американським) походження протагоніста.

## Персонажі
- Ель Тейон (англ. El Tejon) — основний персонаж, яким керує гравець. Він був членом Дев'ятки до того, як його зрадили, і з тих пір він прагне помститися іншим її членам.
- Карлос Санчез (англ. Carlos Sanchez) — п'яниця, що завжди замітав сліди Дев'ятки і завжди мав сховок, який був готовий будь-коли, коли вони потребували його.
- Флет Айрон (англ. Flat Iron) — єдиний член Дев'ятки, що жодного разу не стріляв із пістолета, тим не менше, він вправляється з ножами краще, ніж деякі люди з гвинтівкою. Також він один із найшвидших бігунів Дев'ятки.
- Ендрю «Рахівник» Томпсон (англ. Andrew «Numbers» Thompson) — мозок банди, займається переважно фінансовими справами. У випадку перестрілок він часто відступав, використовуючи решту банди як прикриття. Він називав це «Гарною тактикою» (англ. Good tactics), але він часто сприймається як боягуз.
- Джеймс «Великі Гармати» Гріссом (англ. James «Big Guns» Grissom) — найсильніший з Дев'ятки. Великий наче дерево і мовчазний наче поліно. Джеймс може метати сокири як метальну зброю. Одного разу він убив коня одним кидком.
- Єзекіїль «Татусь Зік» Хардботтом (англ. Ezekiel «Father Zeke» Hardbottom) — священик Дев'ятки та занепалий проповідник, який долучився до Дев'ятки для відстрілювання грішників і збирання власної колекції тарілок. Хоча він і схожий на священика, але він завжди озброєний і носить кілька віскі-бомб під плащем.
- Джон «Джентльмен» Кендалл (англ. John Kendall) — картяр Дев'ятки. Попри своє прізвисько, він убивця і шахрай. Кендалл завжди виглядає розслабленим, але саме тоді він найнебезпечніший завдяки своїм швидкості та хитрості як у гримучої змії. Він атакує з пістолетами, які тримає в рукавах.
- Келвін і Клей Ленард (англ. Calvin and Clay Lenard) — брати Ленарди — близнюки Дев'ятки. Вони здавалися божевільними, що стежили за Дев'яткою. Кожен із них знає, про що думає інший. Ця здатність допомагає їм уникати багатьох халеп.
- Теннессі Вік (англ. Tennessee Vic) — холоднокровний лідер Дев'ятки. Теннессі Вік був божевільним, який намагався виграти місце у сенаті заради більшої влади. Саме він застрелив Ель Тейона зі словами, що це він викинув йому «Руку мерця».

## Критика
Гра отримала змішані переважно позитивні відгуки від критиків.

### Рейтинги
- ESRB: T — Teens
- PEGI: